# Ottawa Sun
El Ottawa Sun es un periódico canadiense de formato tabloide publicado en Ottawa (Ontario) por Sun Media. Vio la luz a comienzos de los años 1980 bajo el nombre de Ottawa Sunday Herald, antes de ser comprado por la empresa Toronto Sun Publishing Corporation en 1988. La primera edición dominical del periódico bajo el nombre de Ottawa Sun fue publicada el 4 de septiembre de 1988, y la primera edición diaria lo hizo el 7 de noviembre de aquel mismo año. Como su homólogo torontoniano el Toronto Sun, publica diariamente la foto de una "Sunshine Girl" y su posición editorial es conservadora y populista.